# Pulp (filme)
Pulp (bra: Diário de um Gângster) é um filme de comédia e suspense britânico de 1972, dirigido por Mike Hodges e estrelado por Michael Caine. O filme apresenta a última aparição no cinema de Lizabeth Scott.

## Elenco
- Michael Caine como Rei Mickey
- Mickey Rooney como Preston Gilbert
- Lionel Stander como Ben Dinuccio
- Lizabeth Scott como Princesa Betty Cippola
- Nadia Cassini como Liz Adams
- Dennis Price como O Inglês
- Al Lettieri como Miller
- Leopoldo Trieste como Marcovic
- Amerigo Tot como Guerrilheiro
- Robert Sacchi como Bicho-papão
- Ave Ninchi como Camareira

## Recepção
No Rotten Tomatoes, o filme detém um índice de 75% de aprovação, com base em 12 críticas. Com uma nota média de 6,2 de 10.